# آرامگاه بهاءالله
آرامگاه بهاءالله در اصطلاح بهاییان روضه مبارکه، محل دفن بهاءالله، بنیانگذار دیانت بهائی است.
روضه مبارکه متبرک‌ترین و مقدس‌ترین مکان برای بهائیان جهان است. این محل قبله بهائیان است و آن‌ها هنگام خواندن نماز، به این محل متوجه هستند و به این سمت نماز می‌خوانند.

## تاریخچه
این محل در بهجی در شمال عکا قرار دارد.این آرامگاه در واقع یکی از اتاق‌های مجاور قصر بهجی است  که بهاءالله پس از آزادی از زندان عکا سال‌های پایانی عمر خویش را در آن سپری کرد. هنگام درگذشت، پسر او عبدالبها تصمیم گرفت او را در این محل دفن نمایند.

## معماری
عبدالبها این محل را گلکاری کرد و سقف شیشه ای توسط غلامعلی نجار کاشی بر روی محوطه حیاط مانند آن نصب گردید. شوقی افندی به شخصه با طراحی و اجرا باغ و باغچه‌هایی الهام گرفته شده از فرشهای ایرانی در اطراف این مکان آن را به ظاهر امروزیش تبدیل نمود. 
این محل در تاریخ ۸ ژوئیه ۲۰۰۸ میلادی به همراه مقام اعلی و ساختمان‌های اطراف آن و سایر اماکن زیارتی بهائی در اسرائیل، به عنوان میراث جهانی در فهرست یونسکو ثبت شد.